# カイの旅立ち
『カイの旅立ち』（カイのたびだち）は、六田登による日本の漫画作品。『小学六年生』（小学館）にて、1983年4月号から1985年3月号まで連載された。単行本は同社から全3巻が刊行されている。

## あらすじ
本作は主人公カイが、ふとしたことから「夢の世界」の存在を知り訪れる物語である。

### 第1部
鉄棒から落ちたカイは下にいた恵子と頭を打ち合い、二人は気付くと地球近辺の宇宙空間の様な所にいて、泡の様なものが多数浮いていた、そこにいた「夢の番人」を名乗る男によると、泡の様なものは人々の「夢」で、二人の精神は衝撃で自分の「夢」から飛び出してしまっており、長時間戻れずにいたら死んでしまうと言う。残り時間を示す砂時計が付いた「命の剣」を与えられ、自分達の「夢」を捜す二人の旅が始まった。

### 第2部
父の転勤により、第1部の友人達に別れを告げ転校したカイ。転校先へ初めて登校する朝、彼は奇妙な列車に乗る。現れた車掌はカイにこれが夢の世界と往来する列車であることを教えた。カイは転校先の同級生達が気にかかる度、列車に乗って彼らの夢を垣間見る。
第1部と第2部は続編関係にあるが、「同じ学年誌の別年度」として描かれた関係上、第2部は第1部を知らなくても支障なく読める構成になっている（カイ自身、第1部での「夢の世界」に関する記憶を第2部では殆ど失っている）。

## 登場人物

### 第1部
瀬戸内 海（せとうち うみ）
主人公。通称「カイ」。鉄棒から落ちて頭を強打し夢の世界へ旅立ってしまう。
恵子（けいこ）
カイの同級生で第1部のヒロイン。カイと夢の世界を経験する。
バクー
夢の住人。夢の国でカイと恵子を助ける。
ブッチャー
カイの同級生。いじめっ子だが本来は兄貴肌。
ガリ勉
カイの同級生。
カイの父親
カイと母親をおいて行方不明となる。

### 第2部 夢列車
石丸（いしまる）
カイの同級生。乱暴者だがおねしょ癖があり、虫が非常に苦手。通称「おマル」。
山本 のり子（やまもと のりこ）
カイの同級生で第2部のヒロインの一人。石丸や淺井に好かれていたがのり子自身はカイが好きだった。
吉岡（よしおか）
カイの同級生。通称「ベース」。成績優秀だがカンニングをしている。
淺井 慎平（あさい しんぺい）
カイの同級生。端整な容姿、勉強もスポーツもできてクールに振舞う。だが実はひょうきんな面があり、その性質が出た時は顔立ちも別人の様に変化する。
イオ
第2部のヒロインの一人。臨海学校で突如現れたなぞの少女。
クマ先生
カイの学校の先生。カイ達の学級担任ではないが、カイと石丸が和解した頃から何かと彼らと接点を持つ。イオに重傷を負わされる。

## 書誌情報
- 六田登『カイの旅立ち』小学館〈てんとう虫コミックス〉、全3巻
  1. 1984年2月25日初版発行[3]、ISBN 4-09-140711-0
  2. 1984年9月25日初版発行[4]、ISBN 4-09-140712-9
  3. 1985年4月25日初版発行[5]、ISBN 4-09-140713-7